# Ernie Fletcher

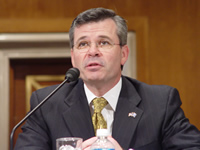
Ernie Fletcher

Ernest Lee "Ernie" Fletcher, född 12 november 1952 i Mount Sterling, Kentucky, är en amerikansk republikansk politiker, läkare och predikant. Han var guvernör i Kentucky 2003–2007.
Fletcher avlade sin läkarexamen vid University of Kentucky College of Medicine. Han arbetade som läkare och som predikant. Han är baptist. Han har också varit pilot i US Air Force.
Han var ledamot av USA:s representanthus 1999–2003.